# Xlapak
Xlapak (aussi écrit Xlapac) est un site archéologique maya situé dans l'État de Yucatán, au Mexique.